# 塔京ソウルウィザーズ
『塔京ソウルウィザーズ』（とうきょうソウルウィザーズ）は、愛染猫太郎による日本のライトノベル。イラストは小幡怜央が担当。第19回電撃小説大賞銀賞受賞作。電撃文庫（アスキー・メディアワークス）より2013年2月に刊行された。

## あらすじ
異変によって人類が魔法を使えるようになってから長い時がたった世界、その世界の一国である「塔京」に住む魔術師黒乃一将は、魔法の修練をしながらパートナーのブリュンヒルデとともに血の流れる仕事をしていた。あるとき年下のメイド見習い椎名真央を使い魔にしてしまい、また任務の途中で拾った少女型ホムンクルス「ソフィア04」にブリュンヒルデが乗り移り、一将はケモノ耳少女二人と同居することになった。

## 登場人物
黒乃一将（くろの かずまさ）
主人公。第八等級魔術師。1巻の時点で16歳。双児宮の学園の魔法科高等部2年に在籍している。自由騎士の身分も持ち、任務の際には全身を黒の服にする。「ペットセメタリー（動物霊園）」という二つ名を使っている。ブリュンヒルデに対しては「ヒルダ」と呼ぶ。名門である黒乃家の子であったが、中等部1年のとき、愛犬のブリュンヒルデを事故で失い、そのソウルを守護霊としたため、家を追われ、以後校内で壮絶ないじめにあい、ケンカもくりかえした。現在は生計と魔法の修練のためクエストをこなしながらそこそこ質素な暮らしをしている。プログラミングが得意で、使い魔を駆使して戦う。また動物霊を安価で購入し、ファッション用に改造してネットオークションで高値で売るというあこぎな副業をしている。あるときメイド科の椎名真央の依頼で飼い猫グゥのソウルを真央に融合させるが、その際にグゥにしかけられていた特殊なウイルスを受け、真央が自分の使い魔となってしまった。加えてクエストの際に拾ったホムンクルスにブリュンヒルデが乗り移り、以後少女ブリュンヒルデと真央の三人で同居することになる。クエストの横取りをし、駆け引きのためには自然にうそをつき、ブリュンヒルデと真央の心境に配慮することができ、魔法ショップ街の店主たちに人望があり、やや軟派なところもあるが魔法の能力を高めることに余念がないという、とても16歳とは思えない器を持っている。
使い魔は7体あり、のち形式上真央が加わった。使い魔のうちブリュンヒルデは別格で、常時具現化しており知能が非常に高いが、他6体は呼びだすときには「ファミリア・サモン」、消すときには「ファミリア・リロード」と唱え、簡単な命令を理解する程度の知能しかない。五感の共有とテレパシーを用いて使い魔の視点での認識や遠隔操作も可能。
黒乃一将ことペットセメタリー・使い魔一覧
- 1．《ブリュンヒルデ》
- 2．《フレイムハウンド》:犬。標的に噛みつき、爆発する炎の猛犬。普段は家の外で番犬がわりに使っている。
- 3．《スノーファング》:犬。周囲5メートルに雪を降らせる猟犬。氷のエーテルとなって破裂し、噛みついた標的を凍結させる。
- 4．《シーフキャット》:猫。霊的なセキュリティにハッキングする泥棒猫。封印された異次元世界や事物を魔法の爪でこじ開ける。
- 5．《ハミングバード》:鷹。口ばしから軽機関銃の銃口を伸ばした鷹。能力は飛行、2キロ先を見通す鷹目、LV2口径の魔弾による射撃（32発）。ソウル1つを魔法弾32発分に転換できる。
- 6．《クローンフォックス》:狐。一将とまったく同じ容姿に変身できる狐。あくまで分身であり、召喚魔法は使えない。それを一将が操作することで囮や分身に用いる。
- 7．《チェーンサーペント》:蛇。先端が青大将になった鎖。能力は長さ10メートルの強靱な身体による捕縛、麻痺毒、熱源探査。

ブリュンヒルデ
ヒロイン。黒乃一将の守護霊。一将を「マスター」と呼ぶ。1巻前半と1巻後半以後で大きく変わる。
1巻前半では蒼白い狼犬の姿をしており、普段は通常の犬の大きさで、一将とともに行動する。いかつい容貌だが少女の声で話す。戦闘時には巨大化による優れた近接戦闘能力を誇る。不死であり、どのような攻撃を受けても再生し、痛覚も持たない。「霊臭」と呼ばれるものを感じ取ることで、生物やゴーストの存在を探知することができる。元は一将の飼っていたメスの犬であったが、事故死したため一将がソウルを自分に融合させたあと、人工知能をくみこみ独立させ、現在の形に作り上げた。
1巻後半でソフィア=04に乗り移り、プログラムによって容姿を改変して犬耳のついた少女の姿となった。実体を持つホムンクルスに乗り移ったため不死でなくなったが魔法が使えるようになった。少女化前の性格はそのまま受け継ぎ、目先の正論または皮肉を場所を選ばず言う。プログラムによって作られた人格でありながら一将に対して恋愛感情を持っており、1巻で大蛇丸に一度引き渡されたときには、一将に「マスターの赤ちゃん、生みたかったです」と告げた。服屋「ニーベルング」で売っていたバトルドレス「ブリュンヒルデ」をグリモワールとし、強化した防御力で一将とともに戦う。
椎名真央（しいな まお）
ヒロイン。1巻はじめの時点で双児宮学園職業科の一つメイド科の中等部1年M組、第十八等級の平民で12歳。母親がなくなったあと孤児院で育ち、そのときある黒猫をグゥと呼び、心のよりどころとしてともに暮らした。しかし中等部入学試験の直前にグゥが死に、金牛宮学園の入学試験に落第してかわりに双児宮学園メイド科に入った。その後学園内で魔術師たちにグゥについて頼みこんですべて断られ、一将のもとに来た。そしてグゥのソウルを自分に融合してもらうが、グゥの持っていた謎のウイルスによって、一将の使い魔となった。使い魔となり形式上従来の身分を失ったため、一将の家に住まわせてもらい、猫耳と猫尾のついたメイドとして、また一将の弟子として暮らす。銃屋「トリガー・ハッピー」で買ったスナイパーライフルの「マッドハンター」をグリモワールとする。当初ブリュンヒルデとは不安定な関係であったが、大蛇丸との戦闘ののち、打ち解ける。一将に淡い恋心を抱く。

水樹瑠璃（みずき るり）
一将の同級生。望族水樹家の令媛。風紀委員。水系統の魔法に秀でる。伝家の守護霊「プリンセスマーメイド」を持っている。藍色の長髪をグリモワール「マーメイドヘアー」にしており、意識によって自在に動かすことができる。一将が勘当された後の学園での有様を見てきており、面倒見のよい性格から一将にもよく声をかける。ヒルダや真央を連れる一将にヤキモチのような感情を向ける等、彼には特別な想いを抱いている模様。

ソフィア=04
人間を材料としてかぎりなく人間に近づけて作られた違法ホムンクルス。一将が鬼面会の炎喜と戦った際に隠し部屋から見つけた。しばらくソフィア=04を保管していた一将は、真央の使う道具を買いにいったときにサダ婆さんから話を聞き、獅子宮に差し出すことにするが、その日の夜ブリュンヒルデが独断でその肉体に憑依し、以後ブリュンヒルデとなる。大蛇丸が探しており、一将と大蛇丸が戦う原因となる。

火坂鏡子（ほさか きょうこ）
双児宮学園の教授。第六等級魔術師。生徒の前でも喫煙するという態度の悪いところがある。少女化後のブリュンヒルデのメンテナンスをうけおう。人工霊をくみこんだ「エリザベス7号」というホムンクルスを持っており職務に利用している。

児雷也・炎喜（じらいや えんき）
鬼面会の若頭。一将と戦い、屋敷をグリモワールとした魔法「爆炎忍者屋敷」を使い自爆し死亡した。一将は単に自分を道連れにしようとしたと思っていたが、一度目に大蛇丸に会った際、ソフィア=04の隠匿の名分を作る（戦闘に巻きこまれてソフィア=04も消滅したことにする）ために洗脳され利用されていたと知る。

児雷也組
犯罪を行う魔術師の集団。

鬼面会（きめんかい）
違法忍者ギルド。児雷也組の下部組織の一つ。

大蛇丸（おろちまる）
暗殺を業とする魔術師。全身を機械化しており、以前に殺した青年の髪膚をつけて容貌を偽っている。現在の年齢は90歳近く。70数年前、下級貴族の家の息子であったが、14歳の妹の香織が近道のため、児雷也組の使っている霊道（異次元空間を利用して作られる通路）に入ってしまい殺される事件があり、妹のソウルを守護霊とした。その後児雷也組の組長を一代目二代目と殺したが、天蠍宮とつながっている児雷也組を消しさることはできなかった。そして某「超S級の魔術結社」に依頼して全身を機械化し、妹をよみがえらせる方法を探しながら闇で長らく人を殺しつづけた。数十年後の現在、「超S級の魔術結社」からソフィア=04の奪還を依頼され、妹のソウルを移植するためにこのホムンクルスを探した。鬼面会アジトの爆発にかかわった一将に一度接触したが、3億で買うという条件だけ提示して去った。しばらくして児雷也組の内通者から一将がホムンクルスを持っており使い魔をホムンクルスに移植したことを知り、一将を襲うも、激闘の末に倒された。刀を二振り持っており、一つを「髑髏丸」といい、その正体は巨大なヘビ型の使い魔で視界に入るものをすべて食い破り呑みこむ。もう一つを「黒蝮」といい、こちらは通常の強力な刀で、これを手に持って戦う。グリモワールは自分の機械の体「イモータル・サーペント」で、魔法によって非常に高い防御力を得ている。

サダ婆さん
盗賊ギルド「ミステリアス」に属する老魔術師。第六等級。鑑定術に特化しており、一将も情報源のために人脈を持っている。

白銀繭（しろがね まゆ）
魔術師。錬金術が専門。双児宮学園中等部2年のときに第六等級となる。 「ヴァルキリー」というバトルドレスを9体作った。その一つ目ブリュンヒルデは服屋「ニーベルング」で売られており、ブリュンヒルデが購入した。

## 用語

### 社会
塔京（とうきょう）
作品の主たる舞台。「ソウル」によって繁栄している都市かつ国家。別名「死都」。数百年以上前にはすでに存在している。

歌舞伎町（かぶきちょう）
塔京の新宿区にある町。犯罪が横行しており、売春、賭博などが公然と行われている。

時計塔学園（とけいとうがくえん）
十二宮がそれぞれ有する教育機関。魔術師の養成を主とし、従として平民にも教育が行われる。中等部、高等部、大学、大学院がある。
双児宮に属する双児宮学園は、六本木の黄金の門の先に作られた異界にある。主に貴族の入る魔法科と、平民向けの職業教育を主とする職業科がある。魔法を身につけた平民も魔法科に入ることができる。

十二宮（じゅうにきゅう）
塔京の政府にあたる組織。十二個の「宮」とよばれる組織からなり、魔術師たちがそれぞれ諸機能を分担して塔京を動かしている。各宮は「賢帝」と呼ばれる最高位の魔術師を頂点とした事実上の君主制を取り、またすべての宮を統括する上位の機関が存在しないという特殊な政治体制を有する。それぞれ下部組織として「時計塔学園」を擁し、魔術師の養成を行っている。
- 白羊宮（はくようきゅう）
- 金牛宮（きんぎゅうきゅう）
- 双児宮（そうしきゅう）
- 巨蟹宮（きょかいきゅう）
- 獅子宮（ししきゅう）
- 処女宮（しょじょきゅう）
- 天秤宮（てんびんきゅう）
- 天蠍宮（てんかつきゅう）
- 人馬宮（じんばきゅう）
- 磨羯宮（まかつきゅう）
- 宝瓶宮（ほうへいきゅう）
- 双魚宮（そうぎょきゅう）

平民／貴族
塔京の住民は「平民」と「貴族」という二つの階級に分けられており、貴族が平民を支配している。貴族とは高度な魔法を世襲的に身につけている家系、またはその家系の者を言い、平民はそうでない者をいう。平民は十二宮や時計塔学園の運営のための税を取られ、十二宮の要職につけず、貴族よりも富裕となる道が狭い不利益がある一方で、（貴族の用いる魔法によって維持されている）塔京社会での無形の便益を受けるという関係が成り立っている。魔法は学習、修練によって身につけることができ、平民でも魔法を使えるようになるが、費用やノウハウの蓄積の差によって既存の貴族のほうが大きく有利な状態にある。貴族の中でも少数の名家の者が十二宮を通じて権力を握っている。平民と貴族はそれぞれ等級と呼ばれる身分によって細分化されている。貴族の子弟は各時計塔学園に入り、そこで学んだのち一定の能力が証明されると十二宮の正式な人員として働くことができる。また学生の身分にある間も教育的な意味を兼ねてさまざまな公務の代行（クエスト）を課される。

等級
平民と貴族（魔術師）の身分の高さ。またそれを番号で示したもの。平民の場合は社会的貢献などによって決まり、貴族の場合は魔法の技量やクエストの成果で決まる。
- 第二等級：「賢帝」。十二宮を牛耳る十二人の魔術師。
- 第六等級：「賢者」。時計塔学園の教授などが属する。教授は教育を担うかわりに時計塔学園で研究を行うことができる。
- 第八等級：「導師」。導師以上の者がBABELを他の人に与える権限を持つ。
- 第十三等級：「魔法商人」。魔法商人以上の身分の者が魔法に関する道具類を販売することを許可される。
- 第十五等級：貴族階級の最下位の等級。
- 第十六等級：平民の最上位。「上級市民」
- 第十九等級：「奴隷」と呼ばれ、人権を持たない身分。

自由騎士
犯罪者の逮捕や、パトロールなど武力を必要とする職務を獅子宮から引き受けて報酬を得る魔術師。

クエスト
塔京では、行政の機能を私人である魔術師が依頼によって部分的に代行する制度が設けられている。その魔術師の行う個々の職務をクエストという。複数人が共同して職務を行うとき、その魔術師を合わせてパーティと呼ぶ。

物価
塔京の通貨は「円」と呼ばれる。さまざまなものに価格がつけられ売買されている。貨幣価値は現実の日本の円とは異なる。
- 高額な守護霊：数億円
- ホムンクルス：数百万〜数千万円
- アストラルファッションの装着費：3万円程度
- BABEL：100万円
- 安価な動物霊：数百円
- 下級のメイドの賃金：月12万円
- 一将の売っているアストラルファッションのモデル：10万〜15万円程度
- 地獄産ソウル1個：5000円

帝国、皇国、華竜
塔京の近隣にある三つの国家。塔京は皇国と同盟して帝国、華竜に対抗している。

### 魔法
ソウル
生物を構成する霊的な要素。生物が死亡すると光の球の形で肉体から分離する。生物の性質や行動のパターンなどが記録されている。ソウルは単独で存在する間は劣化していく。商品として売買の対象にもなる。人工的に改造することもできる。魔法を使う際にも消費される。ソウルを魔法のエネルギーとして見たときの呼び名を「ソウル・エネルギー」という。ソウルを魔法のエネルギー源として体内に取り入れることを「ソウルを食べる」という。ソウルには味をつけることもでき、食品に準ずるあつかいを受けている。生前に重い罪を持つ者のソウルは地獄産のソウル、罪の軽い者のソウルは天国産のソウルと呼ばれ、価格に差があり、天国産のソウルは高く、不快な味がないのに対して、地獄産のソウルは安く、まずい。昔に死んだ者のソウルは塔京上空の大気に存在し、それを捕獲して利用している。

魔術師／ウィザード／ソウル・ウィザード
魔法の使える人。貴族が魔術師の多くを占めるので「貴族階級の者」とおおよそ同義語である。

ゴースト
コンピューター上のデータによって形作られている人工の霊的存在。

守護霊
魔術師が能力の強化などのために自分のソウルに融合させる別のソウル。ソウルの融合によってそのソウルの性能を得ることができる。守護霊は1人につき1体のみ。

異次元空間
ソウルをエネルギーとして作られている第二の現実世界。異次元空間によって、実体は一都市である塔京が広大な面積を有するのと同じ状態を作っている。

ホムンクルス
魔法によって作られた人造人間。法律上は人でなく物品としてあつかわれ、売買の対象にもなり、高価。

BABEL（バベル）
魔法の使用を統御する基幹的なプログラムの名。魔術師になるためにかならずソウルに組みこまれる。

キャスター、グリモワール
簡単な動作だけで特定の魔法を発動できるようにした物体、器具。決まった魔法のみ使うことのでき、使用者による差のないキャスターと、各人がオリジナルの魔法を使うのに用いるグリモワールに分けられる。

人間霊、動物霊、人工霊
人間の持つソウルを人間霊、人間以外の動植物のソウルを動物霊という。人間霊や動物霊を改造して元あった人格とは別の人格を加えたものを人工霊という。

使い魔／ファミリア
魔術師が簡単な職務の代行などのためにプログラミングによって作った人工の霊的存在。一将は戦闘用にも使用する。主人からは使い魔の五感を共有することができる。テレパシーや遠隔操作も可能。真央は人間だが例外的に使い魔と同じ立場となった。

ゲッシュ
自分の行為に特定の制限を課すことで、魔法に関する能力を高めることができるというしくみ。

契約者
時計塔学園の卒業歴を持たない野の魔術師。

ウィザーズロック（魔術師手錠）
魔法の発動をすべて封じることができる手錠の形をした器具。

ソウルキャンディ
ソウルをアメの形に加工して補給しやすくしたもの。

ソウルフリーザー
ソウルを保存する機能のついた冷蔵庫。

ほうき
飛行のための乗り物。魔術師が使用する。商品として売られており、商品ごとに性能の差別化がなされている。

バトルドレス
データによって作られた魔法による戦闘用の衣服。

神の頂（かみのいただき）
魔術師たちのめざす究極的な目標をいう語。内容は不明だがこの単語自体は広く流布している。

アストラルファッション
あるソウルから外見に関する要素だけを抽出し、時限的に消失するようにした上で人間のソウルにくみこみ、容姿を変化させること。中学生程度の年齢の人でも買うことができる。

ウィザーズ・ベースボール
魔法をつかった野球。十二宮がそれぞれチームを持っている。

## 既刊一覧
- 愛染猫太郎（著）・小幡怜央（イラスト） 『塔京ソウルウィザーズ』 アスキー・メディアワークス〈電撃文庫〉、2013年2月10日発売[3]、ISBN 978-4-04-891331-7